# Гаджиєва Рагімат Абдулмуталібівна
Рагімат Абдулмуталібівна Гаджиєва (18 червня (1) липня 1909, Ахти, Дагестанська область — 1990, Махачкала) — радянська співачка (сопрано), народна артистка РРФСР (1967). Член КПРС із 1938 року.

## Життєпис
Рагімат Абдулмуталібівна Гаджиєва народилася 18 червня (1 липня) 1909 року в селі Ахти Дагестанської області в родині викладача медреса Абдулмуталіба Гаджиєва. У 1915 році сім'я переїхала до Баку, де батько завідував складами кормів власника, який постачав місто фургонами на кінській тязі. Навчалася у турецькій гімназії, у вільний час займалася співом. Під час вірмено-азербайджанської різанини Рагімат повернулася до рідного села. 1921 року повернулася до Баку. Закінчила Азербайджанський жіночий педагогічний інститут. Після інституту викладала аварську мову в загальноосвітніх школах у Хунзасі та Ахтах, була обрана народним суддею району, пізніше членом колегії Верховного суду Дагестанської АРСР.
Після виступу на концерті на честь приїзду в республіку міністра важкої промисловості Серго Орджонікідзе рішенням обкому партії та Верховної Ради республіки її перевели солісткою хору Дагестанського радіокомітету з аргументацією: «суддю легко знайти, а такого голосу в республіці більше немає».
У 1935—1970 роках Рагімат Гаджиєва працювала солісткою Дагестанського радіо в Махачкалі. У репертуарі співачки були пісні народів СРСР, дагестанські народні пісні, твори радянських авторів. Виконувала пісні професійних композиторів Р. Гасанова, Е. Ібрагімової, С. Керімова, З. Гаджиєва, композиторів-піснярів А. Мехмана, О. Аюбова, Дж. Мехтієва, Г. Мурсалова.
Рагімат Гаджиєва померла 1990 року на 81-му році.

## Нагороди і премії
- Дипломант Всесоюзного конкурсу на найкраще виконання творів радянських композиторів (1956).
- Народна артистка Дагестанської АРСР .
- Народна артистка РРФСР (1967).
- Заслужена артистка РРФСР (1959).
- Орден Леніна (4 травня 1960).
- Орден «Знак Пошани».

## Пам'ять
- Меморіальна дошка на будинку № 14 «а» на вулиці Ірчі Козака в Махачкалі, де мешкала співачка.
- Ім'я співачки носить Ахтинська дитяча музична школа.